# Chris Greatwich
Christopher Robert Barbon Greatwich (Westminster, 30 settembre 1983) è un allenatore di calcio ed ex calciatore filippino, allenatore del Kaya-Iloilo.
Tra i pilastri della nazionale filippina negli anni duemila, è stato membro degli Azkals tra il 2004 e il 2015.

## Biografia
Christopher Robert Barbon Greatwich nasce a Westminster il 30 settembre 1983 da padre inglese e madre filippina. È fratello maggiore di Phil e Simon Greatwich, anch'essi calciatori professionisti.

## Carriera

### Club
Dopo aver militato nelle giovanili del Brighton, nel 2003 si trasferisce negli Stati Uniti tra le file dei Drury Panthers e poi degli Hartwick Hawks. Allo stesso tempo debutta tra i professionisti come giocatore del club inglese Ringmer.
Nel 2006 passa al Lewes, rimanendovi per una stagione prima di trasferirsi al Bognor Regis Town per trovare più continuità di gioco. Dopo aver accumulato venti presenze nel corso di una stagione, è acquistato dai Morris County Colonials.
Nel gennaio 2013 si trasferisce nella United Football League filippina per giocare nel Kaya-Iloilo.

### Nazionale
Compie il suo debutto per la nazionale filippina l'8 dicembre 2004 in occasione della Tiger Cup 2004, nella sconfitta per 1-0 contro la Birmania. Diviene in breve tempo pedina inamovibile del centrocampo degli Azkals, favorendo al contempo l'ingresso in squadra di altri giocatori di origine europea.
Nel marzo 2015 annuncia il proprio ritiro dalla nazionale filippina, dichiarando di voler spendere più tempo con la propria famiglia.